# Jacques I de Montmorency
Jacques I de Montmorency, fue un noble y militar francés del siglo XIV.

## Biografía
Fue el segundo hijo del tercer matrimonio de su padre Charles I de Montmorency, Mariscal de Francia, con Perrenelle de Villiers de L'Isle-Adam.
Fue creado Caballero a los 10 años de edad por S.M. el Rey Carlos VI de Francia, inmediatamente después de su coronación, el 4 de noviembre de 1380, en la Catedral de Reims.
En marzo de 1391 obtuvo por un decreto del Parlamento de París, que se estableciese legalmente que el Señor de Montmorency era realmente el más antiguo Barón del Reino de Francia, siendo desde dicha época comúnmente reconocido oficialmente como tal el jefe de la Casa de Montmorency, es decir, como "Primer Barón Cristiano" y "Primer Barón de Francia", tanto dentro del reino como fuera de éste. 
Fue Consejero y Chambelán de S.M. el Rey Carlos VI de Francia y de Felipe II de Borgoña, Duque de Borgoña.

## Títulos
- Primer Barón Cristiano
- Primer Barón de Francia
- XVI Señor de Montmorency
- Consejero y Chambelán de S.M. el Rey Carlos VI de Francia
- Consejero y Chambelán de Felipe II de Borgoña

## Matrimonio y descendencia

Escudo de armas de la Casa de Melun.

Contrajo matrimonio por contrato del 1 de octubre de 1399, con Philippa de Melun, Dama de Croisilles, hija de Hugues III de Melun, Señor de Antoing, de Épinoy y de Sottenghien, Castellano de Gante y Preboste de Douai, y de Béatrix de Beaussart, Dama de Beaussart, de Vingles, de Saulty y de Beaumés.
Fueron los legítimos progenitores de:
- 1. Jean II de Montmorency, Primer Barón Cristiano, Primer Barón de Francia, XVII Señor y Barón de Montmorency y Gran Chambelán de Francia. Jefe de la Rama Mayor de la Casa de Montmorency.
- 2. Philippe de Montmorency-Croisilles, autor de la Rama de Croisilles de la Casa de Montmorency.
- 3. Pierre de Montmorency, fallecido soltero y sin sucesión en 1422.
- 4. Denis de Montmorency, estudiante de la Universidad de París. Fue Canónigo y Decano de la Iglesia Episcopal de Tournai y posteriormente, Obispo de Arrás.